# Coelanthum
Coelanthum es un género de plantas de flores con cuatro especies que pertenece a la familia Molluginaceae.

## Especies seleccionadas
- Coelanthum grandiflorum
- Coelanthum parviflorum
- Coelanthum semiquinquefidum
- Coelanthum verticillatum

- Datos: Q8347434
- Especies: Coelanthum